# Immanuel Munk
Immanuel Munk (ur. 30 maja 1852 w Poznaniu, zm. 1 sierpnia 1903 w Berlinie) – niemiecki fizjolog, brat Hermanna Munka.
Studiował na Uniwersytecie Fryderyka Wilhelma w Berlinie, Königliche Universität Breslau i w Strasburgu. W 1873 roku otrzymał tytuł doktora medycyny, w 1883 roku habilitował się i został Privatdozentem, w 1895 roku profesorem tytularnym. W tym samym roku został następcą Johannesa Gada na stanowisku kierownika wydziału fizjologii specjalnej w berlińskim Instytucie Fizjologicznym. W 1899 roku profesorem zwyczajnym.

## Wybrane prace
- Physiologie des Menschen und der Säugethiere (1888)
- Einzelernährung und Massenernährung. Fischer, 1893
- Nahrungsmittel, Ernährung, Fleischbeschau. G. Fischer, 1896